# Pouteria pallida
Pouteria pallida là một loài thực vật thuộc họ Sapotaceae. Loài này có ở Dominica, Guadeloupe, Martinique, và Saint Lucia.